# 김동우 (스키 선수)
김동우(1995년 6월 1일~)는 대한민국의 알파인 스키 선수로, 2018년 동계 올림픽에 참가했다.